# Argyreia capitiformis
Argyreia capitiformis là một loài thực vật có hoa trong họ Bìm bìm. Loài này được (Poir.) Ooststr. mô tả khoa học đầu tiên năm 1972.